# Kalahandi (Staat)
Kalahandi (auch Karond) war ein Fürstenstaat Britisch-Indiens im heutigen Bundesstaat Odisha. Seine Hauptstadt war der Ort Bhawanipatna.
Das Fürstentum der Nagvansi-Rajputen soll 1005 von Raghunat Sai gegründet worden sein. Im Verlauf der Marathenkriege musste Kalahandi die Oberhoheit der Marathen anerkennen; von Anfang des 19. Jahrhunderts bis 1947 war es britisches Protektorat. Raja Brij Mohan Deo (1897–1939) wurde zum Maharaja erhoben. Kalahandi hatte 1901 eine Fläche von 9700 km² und 336.961 Einwohner. 
Der letzte Maharaja schloss sich im August 1947 der Eastern States Union an. Am 1. Januar 1948 wurde diese Union aufgelöst und Kalahandi Orissa (Odisha) und damit Indien eingegliedert. Am 1. November 1956 wurden alle Fürstenstaaten aufgelöst. 